# Торгова стратегія
Торгова стратегія у галузі фінансів  — це фіксований план, розроблений для отримання прибутку шляхом позиціонування на довгих або коротких продажах. Основними причинами чому варто використовувати належним чином досліджену торгову стратегію, є її достовірність, кількісна оцінка, послідовність і об'єктивність.
Для кожної торгової стратегії необхідно визначити активи для торгівлі, точки входу/виходу та правила управління капіталом. Погане управління грошима може зробити потенційно прибуткову стратегію збитковою.
Торгові стратегії базуються на фундаментальному чи технічному аналізі, або одразу на обох. Зазвичай вони перевіряються за допомогою ретроспективного тестування, та цей процес має відповідати науковому методу, і форвардного тестування (також відомого як «торгівля на папері»), коли вони тестуються в симульованому торговому середовищі.

## Види торгових стратегій
Термін торгова стратегія може використовуватися в будь-якому фіксованому плані торгівлі, але загальне використання цього терміна стосується торгівлі з використанням компьютера для ведення розрахунків, де торгова стратегія реалізується як комп'ютерна програма для автоматизованої торгівлі.
- Довгий/короткий капітал[en]; Стратегія складається з вибору сукупності акцій і ранжування їх відповідно до комбінованого альфа-фактора[en]. Враховуючи ранжування, ми розширюємо верхній процентиль і скорочуємо нижній процентиль цінних паперів час від часу для відновлення балансу.
- Торгівля парами[en]; Стратегія торгівлі парами полягає в ідентифікації схожих пар акцій і лінійнійних комбінацій їх ціни, щоб у підсумку оперувати з стаціонарним часовим рядом.
- Свінг-трейдинг[en]; Це стратегія на фінансових ринках, де актив, що торгується, зберігається протягом одного або кількох днів з метою отримання прибутку від цінових змін або «гойдалок».
- Скальпінг[en]; Це метод здійснення десятків або сотень угод на день, щоб отримати невеликий прибуток від кожної угоди, використовуючи різницю між покупками та пропозиціями.
- Денна торгівля[en]; Денна торгівля здійснюється професійними трейдерами. Це метод купівлі та продажу протягом того самого дня. Позиції закриваються в той же день, коли вони були відкриті, і жодна позиція не утримується на ніч.
- Торгівля новинами[en]; Новини є важливою навичкою для проникливого управління портфелем, а довгострокова ефективність — це спосіб отримання прибутку шляхом торгівлі акціями, валютами та іншими фінансовими інструментами на фінансових ринках.
- Соціальна торгівля[en]; Використання торгової поведінки інших трейдерів та копіювання іх торгової стратегії. Соціальний трейдинг вимагає незначних знань про фінансові ринки або взагалі не вимагає їх.

Вище згадані торгові стратегії є здебільшого спекулятивними. У моральному контексті спекуляції зазвичай розглядаються негативно, і кожному індивіду слід уникати їх, а також будь-яких видів короткострокових спекуляцій.

## Розробка нової торгової стратегії
Торгова стратегія розробляється наступними методами:
- Автоматизована торгівля — шляхом програмування або візуальною розробкою.
- Створення торгового плану — шляхом створення детального та визначеного набору правил, які спрямовують трейдера з чітко окресленими методами покупки, продажу та параметрами ризику й винагороди, встановленими з самого початку.

Розробка торговельної стратегії складається з восьми кроків: (1) Формулювання, (2) Специфікація у формі, яку можна перевірити на комп'ютері, (3) Попереднє тестування, (4) Оптимізація, (5) Оцінка продуктивності та стійкості, (6) Застосування стратегії, (7) Моніторинг ефективності торгівлі, (8) Доопрацювання.

## Вимірювання продуктивності
Зазвичай ефективність торгової стратегії вимірюється на основі поправки на можливий ризик. Найвідомішим показником продуктивності з поправкою на ризик є коефіцієнт Шарпа. Однак на практиці зазвичай порівнюють очікуваний прибуток з нестабільністю прибутків або максимальною просадкою. Зазвичай вищий очікуваний прибуток передбачає вищу волатильність і просадку. Вибір компромісу між ризиком та винагородою сильно залежить від уподобань трейдера. Часто продуктивність вимірюється за еталонним показником, найпоширенішим є біржовий фонд на фондовому індексі. У довгостроковій перспективі стратегія, яка діє згідно з критерієм Келлі, перевершує будь-яку іншу стратегію. Однак підхід Келлі був різко розкритикований Полом Семюельсоном.

## Застосування стратегій
Торгова стратегія може бути автоматизована (механічна торгова система) або реалізована трейдером (дискреційна торгівля). Дискреційна торгівля вимагає великої кількості навичок і дисципліни. Для трейдера виникає спокуса відхилитися від стратегії, що зазвичай знижує його ефективність.
Автоматизована торгова стратегія використовує торгові формули для роботи автоматизованих систем замовлення. Сучасні методи комп'ютерного моделювання в поєднанні з електронним доступом до даних та інформації про світовий ринок дозволяють трейдерам, які використовують торгову стратегію, мати унікальну позицію на ринку. Торгова стратегія може автоматизувати весь або частину вашого інвестиційного портфеля. Комп'ютерні торгові моделі можна налаштувати як для консервативного, так і для агресивного стилю торгівлі.